# Tate County
Tate County is een county in de Amerikaanse staat Mississippi.
De county heeft een landoppervlakte van 1.048 km² en telt 25.370 inwoners (volkstelling 2000). De hoofdplaats is Senatobia.

## Bevolkingsontwikkeling

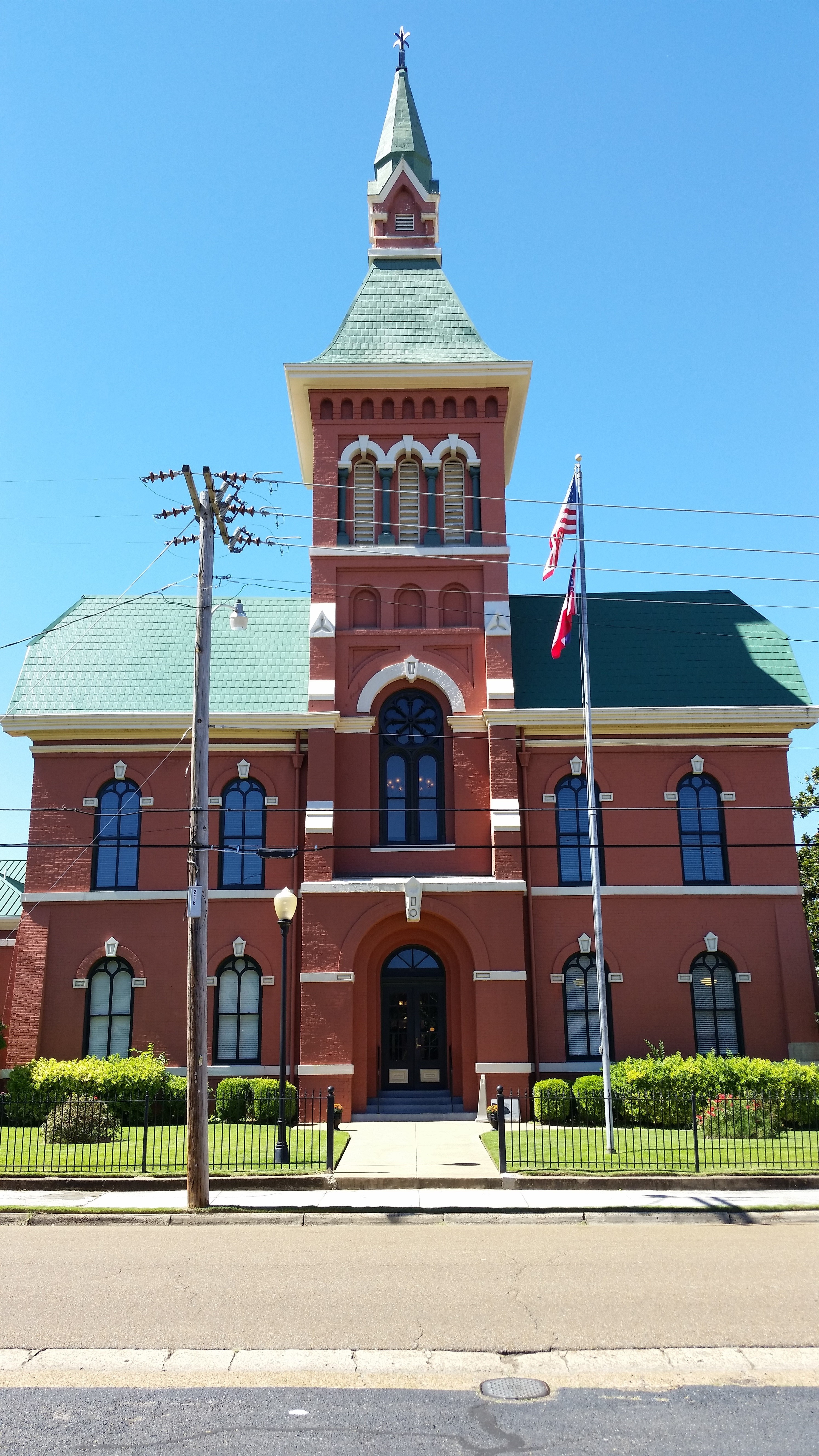
Tate County Courthouse